# Ligue féminine de basket 2016-2017
Navigation
2015-2016 2017-2018
| \| Bourges Lyon Lattes Mont-de-Marsan Nantes Angers Charleville-Mézières Saint-Amand-les-Eaux Villeneuve-d'Ascq Mondeville Nice Tarbes \| Localisation des clubs. |
| Bourges Lyon Lattes Mont-de-Marsan Nantes Angers Charleville-Mézières Saint-Amand-les-Eaux Villeneuve-d'Ascq Mondeville Nice Tarbes                               |

La saison 2016-2017 de la LFB est la 19e édition de la Ligue féminine de basket.

## Formule de la compétition
Le championnat est composé de douze équipes (il y en avait quatorze en 2015-2016). Les huit meilleures équipes participent aux play-offs et les quatre dernières aux play-dows. L'équipe vainqueur des play-offs est championne de France, l'équipe dernière des play-downs descend en Ligue Féminine 2,.

## Clubs participants
Légende des couleurs
- Euroligue féminine de basket-ball 2016-2017
- Eurocoupe féminine de basket-ball 2016-2017
- Promu de Ligue féminine 2 2015-2016

| Club                                    | Ville                | Dernière montée | Classement 2015-2016 | Entraîneur        | Depuis | Salle                                | Capacité théorique | Nombre de saisons en LFB |
| --------------------------------------- | -------------------- | --------------- | -------------------- | ----------------- | ------ | ------------------------------------ | ------------------ | ------------------------ |
| Union féminine Angers Basket 49         | Angers               | 2013            | 11                   | David Girandière  | 2008   | Salle Jean-Bouin                     | 3 000              | 2                        |
| Tango Bourges Basket                    | Bourges              | 1991            | 02                   | Valérie Garnier   | 2011   | Palais des sports du Prado           | 5 000              | 25                       |
| Flammes Carolo basket                   | Charleville-Mézières | 2010            | 04                   | Romuald Yernaux   | 2002   | Caisse d’Epargne Arena               | 2 960              | 6                        |
| Basket Landes                           | Mont-de-Marsan       | 2008            | 06                   | Olivier Lafargue  | 2004   | Espace François-Mitterrand           | 2 500              | 8                        |
| Basket Lattes Montpellier Agglomération | Lattes               | 2001            | 01                   | Valéry Demory     | 2007   | Palais des sports de Lattes          | 1 000              | 15                       |
| Lyon Basket Féminin                     | Lyon                 | 2011            | 07                   | Étienne Faye      | 2016   | Salle Mado Bonnet                    | 1 400              | 5                        |
| USO Mondeville                          | Mondeville           | 1996            | 09                   | Romain Lhermitte  | 2013   | Halle Bérégovoy                      | 2 500              | 20                       |
| Nantes-Rezé Basket 44                   | Nantes               | 2008            | 08                   | Emmanuel Cœuret   | 2012   | Complexe Mangin Beaulieu             | 2 300              | 8                        |
| Cavigal Nice Basket 06                  | Nice                 | 2015            | 05                   | Rachid Meziane    | 2015   | Salle Leyrit                         | 1 200              | 3                        |
| Saint-Amand Hainaut Basket              | Saint-Amand-les-Eaux | 2010            | 10                   | Fabrice Fernandes | 2013   | Salle Maurice-Hugot                  | 2 000              | 7                        |
| Tarbes Gespe Bigorre                    | Tarbes               | 2016            | 01 (LF2)             | François Gomez    | 2015   | Palais des sports du quai de l'Adour | 2 000              | 24                       |
| Villeneuve-d’Ascq                       | Villeneuve-d’Ascq    | 2000            | 03                   | Frédéric Dusart   | 2012   | Le Palacium                          | 1 800              | 16                       |

## La saison régulière

### Classement de la saison régulière
En cas d’égalité, les clubs sont départagés en fonction des résultats obtenus lors de leurs confrontations directes, indiquées entre parenthèses si nécessaire.
| Rang | Équipe                      | Pts  | J  | G  | P  | Pp   | Pc   | Diff |
| ---- | --------------------------- | ---- | -- | -- | -- | ---- | ---- | ---- |
| 1    | Lattes-Montpellier BLMA T C | 40   | 22 | 18 | 4  | 1501 | 1323 | 178  |
| 2    | FCB Charleville-Mézières    | 39   | 22 | 17 | 5  | 1643 | 1518 | 125  |
| 3    | ESB Villeneuve-d’Ascq LM    | 38   | 22 | 16 | 6  | 1624 | 1426 | 198  |
| 4    | Tango Bourges F             | 36   | 22 | 14 | 8  | 1511 | 1372 | 139  |
| 5    | Basket Landes               | 36   | 22 | 14 | 8  | 1538 | 1440 | 98   |
| 6    | USO Mondeville              | 34   | 22 | 12 | 10 | 1520 | 1540 | -20  |
| 7    | Nantes-Rezé Basket 44       | 32   | 22 | 10 | 12 | 1484 | 1511 | -27  |
| 8    | Saint-Amand Hainaut Basket  | 32   | 22 | 10 | 12 | 1469 | 1591 | -122 |
| 9    | Cavigal Nice Basket 06      | 31   | 22 | 9  | 13 | 1400 | 1479 | -79  |
| 10   | Tarbes Gespe Bigorre P      | 27   | 22 | 5  | 17 | 1443 | 1590 | -147 |
| 11   | Lyon BF                     | 25-1 | 22 | 4  | 18 | 1431 | 1610 | -179 |
| 12   | UFAB Angers 49              | 25   | 22 | 3  | 19 | 1393 | 1557 | -164 |

|   | Qualification pour les play-offs 2017 |
|   | Participation aux play-downs 2017     |
| T | Tenant du titre 2015                  |
| F | Finaliste du championnat 2016         |
| P | Promu de LF2                          |
| C | Vainqueur de la Coupe de France 2016  |

1. ↑  La Commission de Contrôle et Gestion de la FFBB, après appel du club de Lyon, lui a infligé un retrait de trois points au classement dont deux avec sursis, pour non conformité des comptes durant la saison 2015-2016[6].

### Matchs
| Résultats (dom.\ext.)                                              | ANG   | BOU   | CHA   | LAN   | LAT   | LYO   | MON   | NAN   | NIC   | SAH   | TAR   | VIL   |
| Angers                                                             |       | 62-65 | 62-78 | 54-65 | 58-64 | 68-79 | 57-55 | 71-62 | 55-60 | 65-74 | 53-74 | 67-70 |
| Bourges                                                            | 72-59 |       | 68-50 | 67-60 | 64-70 | 74-60 | 70-49 | 83-72 | 70-44 | 65-69 | 71-60 | 61-64 |
| Charleville-Mézières                                               | 80-68 | 71-70 |       | 87-82 | 58-75 | 78-71 | 86-60 | 65-58 | 77-49 | 79-69 | 92-67 | 73-64 |
| Basket Landes                                                      | 65-57 | 66-59 | 76-55 |       | 52-47 | 81-61 | 72-76 | 87-73 | 71-66 | 71-62 | 77-51 | 80-83 |
| Lattes Montpellier                                                 | 82-71 | 61-54 | 78-72 | 55-67 |       | 92-62 | 72-62 | 88-67 | 52-47 | 67-53 | 64-54 | 74-68 |
| Lyon                                                               | 71-56 | 63-80 | 62-77 | 56-66 | 74-75 |       | 59-76 | 66-68 | 49-65 | 90-61 | 52-73 | 79-87 |
| Mondeville                                                         | 78-74 | 64-59 | 90-94 | 82-79 | 73-82 | 62-61 |       | 67-63 | 52-47 | 81-65 | 87-79 | 67-63 |
| Nantes Rezé                                                        | 65-62 | 65-69 | 63-68 | 67-61 | 47-59 | 87-59 | 64-55 |       | 49-71 | 75-61 | 68-63 | 67-70 |
| Nice                                                               | 67-93 | 77-70 | 68-80 | 58-55 | 49-77 | 66-56 | 78-73 | 71-80 |       | 75-77 | 66-50 | 71-65 |
| Saint-Amand Hainaut                                                | 71-56 | 58-69 | 75-81 | 62-70 | 61-54 | 71-66 | 75-73 | 71-92 | 60-56 |       | 74-56 | 61-72 |
| Tarbes                                                             | 83-60 | 66-83 | 64-78 | 78-84 | 50-54 | 67-73 | 61-66 | 77-68 | 75-70 | 85-93 |       | 42-81 |
| Villeneuve-d’Ascq                                                  | 77-65 | 62-68 | 79-64 | 84-51 | 70-59 | 80-62 | 71-57 | 67-74 | 78-70 | 93-46 | 76-68 |       |
| - Victoire à domicile - Victoire à l'extérieur - Match non disputé |       |       |       |       |       |       |       |       |       |       |       |       |

### Évolution du classement
| Journées / Clubs     | 1    | 2    | 3    | 4    | 5  | 6  | 7  | 8  | 9  | 10 | 11 | 12   | 13   | 14  | 15   | 16  | 17 | 18 | 19 | 20 | 21 | 22 | Journées en tête | Journées play-down |
| -------------------- | ---- | ---- | ---- | ---- | -- | -- | -- | -- | -- | -- | -- | ---- | ---- | --- | ---- | --- | -- | -- | -- | -- | -- | -- | ---------------- | ------------------ |
| Angers               | 1    | 3    | 4    | 7    | 10 | 10 | 10 | 11 | 10 | 12 | 12 | 12   | 12   | 12  | 12   | 12  | 12 | 12 | 12 | 12 | 12 | 12 | 1                | 18                 |
| Bourges              | 12-1 | 9-1  | 3-1  | 3-1  | 2  | 2  | 1  | 1  | 1  | 1  | 3  | 3    | 4    | 4   | 4    | 5   | 5  | 5  | 5  | 5  | 4  | 4  | 4                | 2                  |
| Charleville-Mézières | 3    | 7    | 11-1 | 11-1 | 5  | 5  | 4  | 4  | 4  | 4  | 4  | 2    | 2    | 1   | 1    | 2   | 2  | 2  | 2  | 2  | 2  | 2  | 2                | 2                  |
| Basket Landes        | 2    | 1    | 1    | 1    | 1  | 1  | 2  | 2  | 3  | 2  | 1  | 6-1  | 5-1  | 5-1 | 5-1  | 4-1 | 3  | 3  | 4  | 4  | 5  | 5  | 6                |                    |
| Lattes-Montpellier   | 11-1 | 10-1 | 10-1 | 9-1  | 4  | 4  | 3  | 3  | 2  | 3  | 2  | 1    | 1    | 2   | 2    | 1   | 1  | 1  | 1  | 1  | 1  | 1  | 9                | 4                  |
| Lyon                 | 4    | 4    | 7-1  | 5-1  | 7  | 7  | 7  | 8  | 9  | 9  | 10 | 9    | 9    | 11  | 9    | 11  | 11 | 11 | 11 | 11 | 11 | 11 |                  | 14                 |
| Mondeville           | 5    | 5    | 8-1  | 9-1  | 6  | 6  | 5  | 7  | 5  | 5  | 6  | 7    | 6    | 6   | 6    | 6   | 6  | 6  | 6  | 6  | 6  | 6  |                  | 1                  |
| Nantes-Rezé          | 8    | 6    | 9-1  | 6-1  | 8  | 8  | 8  | 6  | 8  | 8  | 8  | 8    | 8    | 8   | 8    | 7   | 7  | 7  | 7  | 8  | 7  | 7  |                  | 1                  |
| Nice                 | 10   | 8    | 5    | 4    | 9  | 9  | 9  | 9  | 7  | 7  | 5  | 5    | 7    | 7   | 7    | 8   | 9  | 9  | 9  | 9  | 9  | 9  |                  | 11                 |
| Saint-Amand Hainaut  | 9    | 12   | 6    | 8    | 11 | 12 | 12 | 10 | 12 | 10 | 9  | 11-1 | 11-1 | 9-1 | 11-1 | 9-1 | 8  | 8  | 8  | 7  | 8  | 8  |                  | 14                 |
| Tarbes               | 7    | 11   | 12   | 12   | 12 | 11 | 11 | 12 | 11 | 11 | 11 | 10   | 10   | 10  | 10   | 10  | 10 | 10 | 10 | 10 | 10 | 10 |                  | 21                 |
| Villeneuve-d’Ascq    | 6    | 2    | 2    | 2    | 3  | 3  | 6  | 5  | 6  | 6  | 7  | 4    | 3    | 3   | 3    | 3   | 4  | 4  | 3  | 3  | 3  | 3  |                  |                    |

-1 :
- La rencontre Montpellier/Bourges comptant pour la 1re journée a été repoussée au 22 octobre, soit entre les 4e et 5e journées, en raison du match des champions organisé lors de l'Open LFB en ouverture du championnat entre ces deux équipes.
- Les rencontres Mondeville/Nantes-Rezé et Charleville/Lyon de la 3e journée sont reportées au 19 octobre, soit entre les 4e et 5e journées.
- La rencontre Basket Landes/Hainaut comptant pour la 12e journée a été repoussée au 1er février, soit entre les 16e et 17e journées.

## Phase finale

### Playoffs
Cette année, les huit meilleures équipes accèdent aux playoffs. La première rencontre la huitième, la seconde rencontre la septième, la troisième rencontre la sixième et la quatrième rencontre la cinquième du classement à l'issue de la saison régulière. Les équipes éliminées en quarts de finale se retrouvent dans un nouveau tableau pour déterminer les places 5 et 6 et ainsi distribuer les dernières places européennes.

#### Tableau principal
|  | Quarts de finale | Quarts de finale     | Quarts de finale  | Quarts de finale | Quarts de finale |     |                   | Demi-finales         | Demi-finales | Demi-finales | Demi-finales | Demi-finales |  |  | Finale | Finale             | Finale | Finale | Finale | Finale | Finale |
|  |                  |                      |                   |                  |                  |     |                   |                      |              |              |              |              |  |  |        |                    |        |        |        |        |        |
|  | 1                | Lattes Montpellier   | *76               | 70               | *74              |     |                   |                      |              |              |              |              |  |  |        |                    |        |        |        |        |        |
|  | 8                | Saint-Amand Hainaut  | 75                | *72              | 51               |     |                   |                      |              |              |              |              |  |  |        |                    |        |        |        |        |        |
|  | 8                | Saint-Amand Hainaut  | 75                | *72              | 51               |     | 1                 | Lattes Montpellier   | *74          | 71           | *70          |              |  |  |        |                    |        |        |        |        |        |
|  |                  |                      |                   |                  |                  |     | 1                 | Lattes Montpellier   | *74          | 71           | *70          |              |  |  |        |                    |        |        |        |        |        |
|  |                  | 4                    | Bourges           | 79               | *60              | 64  |                   |                      |              |              |              |              |  |  |        |                    |        |        |        |        |        |
|  | 4                | 4                    | Bourges           | 79               | *60              | 64  | Bourges           | *78                  | 68           | *66          |              |              |  |  |        |                    |        |        |        |        |        |
|  | 4                |                      |                   |                  |                  |     | Bourges           | *78                  | 68           | *66          |              |              |  |  |        |                    |        |        |        |        |        |
|  | 5                | Basket Landes        | 65                | *74              | 54               |     |                   |                      |              |              |              |              |  |  |        |                    |        |        |        |        |        |
|  |                  |                      |                   |                  |                  |     |                   |                      |              |              |              |              |  |  | 1      | Lattes Montpellier | *64    | *64    | 60     | 49     | -      |
|  |                  | 3                    | Villeneuve-d'Ascq | 79               | 62               | *80 | *66               | -                    |              |              |              |              |  |  |        |                    |        |        |        |        |        |
|  | 2                | Charleville-Mézières | *89               | 76               | -                |     |                   |                      |              |              |              |              |  |  |        |                    |        |        |        |        |        |
|  | 7                | Nantes Rezé          | 68                | *52              | -                |     |                   |                      |              |              |              |              |  |  |        |                    |        |        |        |        |        |
|  | 7                | Nantes Rezé          | 68                | *52              | -                |     | 2                 | Charleville-Mézières | *61          | 72           | -            |              |  |  |        |                    |        |        |        |        |        |
|  |                  |                      |                   |                  |                  |     | 2                 | Charleville-Mézières | *61          | 72           | -            |              |  |  |        |                    |        |        |        |        |        |
|  |                  | 3                    | Villeneuve-d'Ascq | 63               | *73              | -   |                   |                      |              |              |              |              |  |  |        |                    |        |        |        |        |        |
|  | 3                | 3                    | Villeneuve-d'Ascq | 63               | *73              | -   | Villeneuve-d'Ascq | *82                  | 81           | -            |              |              |  |  |        |                    |        |        |        |        |        |
|  | 3                |                      |                   |                  |                  |     | Villeneuve-d'Ascq | *82                  | 81           | -            |              |              |  |  |        |                    |        |        |        |        |        |
|  | 6                | Mondeville           | 76                | *68              | -                |     |                   |                      |              |              |              |              |  |  |        |                    |        |        |        |        |        |

* indique l'équipe qui reçoit.

#### Places 5 à 8
|  | Demi-finales | Demi-finales        | Demi-finales | Demi-finales | Demi-finales |   |             | Finale        | Finale | Finale | Finale | Finale |  |  |  |  |  |  |  |
|  |              |                     |              |              |              |   |             |               |        |        |        |        |  |  |  |  |  |  |  |
|  | 8            | Saint-Amand Hainaut | 49           | *62          | -            |   |             |               |        |        |        |        |  |  |  |  |  |  |  |
|  | 5            | Basket Landes       | *85          | 69           | -            |   |             |               |        |        |        |        |  |  |  |  |  |  |  |
|  | 5            | Basket Landes       | *85          | 69           | -            |   | 5           | Basket Landes | *76    | 52     | -      |        |  |  |  |  |  |  |  |
|  |              |                     |              |              |              |   | 5           | Basket Landes | *76    | 52     | -      |        |  |  |  |  |  |  |  |
|  |              | 6                   | Mondeville   | 79           | *76          | - |             |               |        |        |        |        |  |  |  |  |  |  |  |
|  | 7            | 6                   | Mondeville   | 79           | *76          | - | Nantes Rezé | 87            | *64    | -      |        |        |  |  |  |  |  |  |  |
|  | 7            |                     |              |              |              |   | Nantes Rezé | 87            | *64    | -      |        |        |  |  |  |  |  |  |  |
|  | 6            | Mondeville          | *94          | 86           | -            |   |             |               |        |        |        |        |  |  |  |  |  |  |  |

* indique l'équipe qui reçoit.

### Playdowns
Les quatre dernières équipes de la saison régulière s'affrontent sur des matches aller-retour, tout en conservant les résultats acquis en saison régulière entre elles. 
| Rang | Équipe                 | Pts | J | G | P | Pp  | Pc  | Diff |
| ---- | ---------------------- | --- | - | - | - | --- | --- | ---- |
| 1    | Cavigal Nice Basket 06 | 10  | 6 | 4 | 2 | 394 | 378 | 16   |
| 2    | Tarbes Gespe Bigorre P | 10  | 6 | 4 | 2 | 422 | 374 | 48   |
| 3    | Lyon BF                | 9   | 6 | 3 | 3 | 380 | 395 | -15  |
| 4    | UFAB Angers 49         | 7   | 6 | 1 | 5 | 385 | 434 | -49  |

La formation qui termine dernière de ce classement est reléguée en Ligue Féminine 2.
| Rang | Équipe                       | Pts | J  | G | P | Pp  | Pc  | Diff |  | Résultats (dom.\ext.)        | NIC   | TAR   | LYO   | ANG   |
| ---- | ---------------------------- | --- | -- | - | - | --- | --- | ---- |  | ---------------------------- | ----- | ----- | ----- | ----- |
| 1    | Cavigal Nice Basket 06       | 19  | 12 | 7 | 5 | 754 | 713 | 41   |  | Cavigal Nice Basket 06       |       | 62-55 | 48-54 | 53-46 |
| 2    | Tarbes Gespe Bigorre P (3-1) | 18  | 12 | 6 | 6 | 843 | 798 | 45   |  | Tarbes Gespe Bigorre P (3-1) | 59-84 |       | 90-47 | 69-72 |
| 3    | Lyon BF (1-3)                | 18  | 12 | 6 | 6 | 739 | 799 | -60  |  | Lyon BF (1-3)                | 49-44 | 73-80 |       | 68-66 |
| 4    | UFAB Angers 49               | 17  | 12 | 5 | 7 | 803 | 829 | -26  |  | UFAB Angers 49               | 72-69 | 86-68 | 76-68 |       |

Équipe relégable par journée des playdowns

## Récompenses individuelles
- Meilleure Française : Amel Bouderra[8] (Flammes Carolo basket)
- Meilleure étrangère :  Katherine Plouffe[9] (Nantes Rezé Basket)
- Meilleur espoir : Alexia Chartereau[10] (Tango Bourges Basket)
- Entraîneur de l'année : Romuald Yernaux[11] (Flammes Carolo basket)

### MVP par journée de la saison régulière
La joueuse élue MVP est sélectionnée parmi les équipes qui ont gagné leur match lors de la journée indiquée.
| Journée | Joueuse                 | Nationalité                      | Équipe                   | Efficacité* |
| ------- | ----------------------- | -------------------------------- | ------------------------ | ----------- |
| 1       | Kim Gaucher             | Canada                           | Mondeville               | 30          |
| 2       | Olivia Époupa           | France                           | Villeneuve-d’Ascq        | 30          |
| 3       | Amel Bouderra           | France                           | Charleville-Mézières     | 32          |
| 4       | Carmen Guzman           | R. dominicaine - États-Unis      | Lyon                     | 24          |
| 5       | Élodie Christmann       | France                           | Tarbes                   | 32          |
| 6       | Kim Gaucher (2)         | Canada                           | Mondeville (2)           | 31          |
| 7       | Margret Skuballa        | Allemagne                        | Nantes-Rezé              | 40          |
| 8       | Miljana Bojović         | Serbie                           | Bourges                  | 29          |
| 9       | Clarissa dos Santos     | Brésil                           | Bourges (2)              | 46          |
| 10      | Kaleena Mosqueda-Lewis  | États-Unis                       | Charleville-Mézières (2) | 32          |
| 11      | Victoria Macaulay       | États-Unis                       | Nice                     | 36          |
| 12      | Victoria Macaulay (2)   | États-Unis                       | Nice (2)                 | 34          |
| 13      | Céline Dumerc           | France                           | Basket Landes            | 32          |
| 14      | Katherine Plouffe       | Canada                           | Nantes-Rezé (2)          | 32          |
| 15      | Amel Bouderra (2)       | France                           | Charleville-Mézières (3) | 37          |
| 16      | Céline Dumerc (2)       | France                           | Basket Landes (2)        | 35          |
| 17      | Clarissa dos Santos (2) | Brésil                           | Bourges (3)              | 30          |
| 18      | Valeriya Berejynska     | Ukraine                          | Charleville-Mézières (4) | 38          |
| 19      | Pauline Akonga          | République démocratique du Congo | Saint-Amand Hainaut      | 30          |
| 20      | Valériane Ayayi         | France                           | Villeneuve-d’Ascq (2)    | 33          |
| 21      | Katherine Plouffe (2)   | Canada                           | Nantes-Rezé (3)          | 44          |
| 22      | Céline Dumerc (3)       | France                           | Basket Landes (3)        | 31          |

*Efficacité selon les résultats fournis par la fédération française de basketball. Les évaluations peuvent différer en fonction des sites consultés.

## Clubs engagés en Coupe d’Europe

### Euroligue
| Équipe             | Premier tour   | Premier tour | Playoffs                        | Playoffs                        | Bilan général |
| Équipe             | Résultat       | Vic-Déf      | Stade                           | Vic-Déf                         | Vic-Déf       |
| ------------------ | -------------- | ------------ | ------------------------------- | ------------------------------- | ------------- |
| Bourges            | 4e du groupe B | 7 - 7 (50 %) | 1/4 de finale                   | 0 - 2 (0 %)                     | 7 - 9 (44 %)  |
| Lattes-Montpellier | 5e du groupe A | 7 - 7 (50 %) | Éliminée, reversée en Eurocoupe | Éliminée, reversée en Eurocoupe | 7 - 7 (50 %)  |
| Villeneuve-d'Ascq  | 6e du groupe B | 6 - 8 (43 %) | Éliminée, reversée en Eurocoupe | Éliminée, reversée en Eurocoupe | 6 - 8 (43 %)  |

### Eurocoupe
| Équipe               | Tour de qualification       | Saison régulière            | Saison régulière            | Playoffs      | Playoffs     | Bilan général |
| Équipe               | Vic-Déf                     | Résultat                    | Vic-Déf                     | Stade         | Vic-Déf      | Vic-Déf       |
| -------------------- | --------------------------- | --------------------------- | --------------------------- | ------------- | ------------ | ------------- |
| Basket Landes        | Non disputé                 | 4e du groupe G              | 2 - 4 (33 %)                | Éliminée      | Éliminée     | 2 - 4 (33 %)  |
| Charleville-Mézières | 2 - 0 (100 %)               | 1re du groupe H             | 6 - 0 (100 %)               | 16e de finale | 1 - 1 (50 %) | 9 - 1 (90 %)  |
| Lattes-Montpellier   | Participation à l'Euroligue | Participation à l'Euroligue | Participation à l'Euroligue | 1/4 de finale | 0 - 2 (0 %)  | 7 - 9 (44 %)  |
| Nantes-Rezé          | 1 - 1 (50 %)                | 3e du groupe E              | 3 - 3 (50 %)                | Éliminée      | Éliminée     | 4 - 4 (50 %)  |
| Nice                 | Non disputé                 | 2e du groupe G              | 4 - 2 (67 %)                | 16e de finale | 0 - 2 (0 %)  | 4 - 4 (50 %)  |
| Villeneuve-d'Ascq    | Participation à l'Euroligue | Participation à l'Euroligue | Participation à l'Euroligue | 1/4 de finale | 0 - 2 (0 %)  | 6 - 10 (38 %) |